# Lygodactylus mirabilis
Lygodactylus mirabilis — вид геконоподібних ящірок родини геконових (Gekkonidae). Ендемік Мадагаскару.

## Поширення та екологія
Lygodactylus mirabilis мешкають на горі Ціафадзавуна в гірському масиві Анкаратра в центральній частині острова Мадагаскар. Вони живуть на високогірних луках, порослих чагарниками та серед скель. Зустрічаються на висоті від 2000 до 2643 м над рівнем моря. Відкладають яйця.

## Збереження
МСОП класифікує цей вид як такий, що перебуває на межі зникнення. Lygodactylus mirabilis може загрожувати знищення природного середовища.